# Marie-Odile Lebeaux
Marie-Odile Lebeaux est une chercheuse française en sciences sociales spécialisée en analyse des données, ingénieure au Centre national de la recherche scientifique (CNRS), laboratoire de statistique de l'Institut de statistique de Sorbonne Université (ISUP) de l'université Pierre-et-Marie-Curie.

## Parcours scientifique
En 1967, Marie-Odile Lebeaux, alors au laboratoire statistique de Jean-Paul Benzécri, apporte ses compétences informatiques à Bruno Lecoutre et Dominique Lépine pour concevoir un premier logiciel d'analyse statistique. Ce dernier, nommé VAR 1, est écrit durant l’été 1967. 
Marie-Odile Lebeaux écrit par la suite VAR 2 en 1971 puis VAR 3 en 1976 avec le chercheur Vincent Duquenne, dans l'équipe du mathématicien et statisticien Jean-Paul Benzécri au sein du laboratoire de statistique de l'Institut de statistique de Sorbonne Université (ISUP) de l'université Pierre-et-Marie-Curie,
En 1999, elle rédige, avec Alain Degenne, un rapport destiné au commissariat général du Plan : Étude sur les sorties du chômage : comparaison jeunes et adultes. 
De même en octobre 2001, elle participe à la remise d'un rapport public, portant sur les nouveaux services et les emplois-jeunes.

## Publications
- avec Michel Jambu, Classification automatique pour l'analyse des données : Logiciels, éditions Dunod, 1978  (ISBN 978-2-04010-451-1)
- avec Alain Degrenne, « Le temps des loisirs, le cycle de vie et ses contraintes », dans Regards croisés sur les pratiques culturelles, 2003 (lire en ligne), p. 83-105
- chap. 6 « Le capital social dans la vie de tous les jours : Performance, équité et réciprocité », dans Antoine Bevort (dir.), Le Capital social, Paris, La Découverte, coll. « Recherches/MAUSS », 2006 (lire en ligne), p. 107-131